# Sophos
Sophos Ltd. é uma empresa de origem britânica especializada em cibersegurança, fornecendo soluções para proteção de endpoints, redes, workloads em nuvem e serviços gerenciados (MDR). Fundada em 1985 por Jan Hruska e Peter Lammer, a empresa inicialmente focava em software de antivírus e encriptação de discos. Com o tempo, ampliou seu portfólio para firewalls de próxima geração, analise de postura em nuvem (CSPM), gerenciamento de dispositivos móveis (MDM), WI-FI seguro (padrão IEEE 802.11ax  - 6/6E), Switches de acesso, proteção contra ransomware e EDR/XDR com integração de terceiros.
Em maio de 2024, Joe Levy foi nomeado CEO da Sophos após atuar como CTO e presidente do grupo de tecnologia. Ele liderou a transformação da empresa com foco em inteligência artificial e serviços gerenciados.

## Reconhecimento de mercado
A Sophos é amplamente reconhecida por analistas e laboratórios independentes de cibersegurança por sua eficácia em proteção de endpoints, rede e resposta gerenciada. Os principais reconhecimentos incluem:
Gartner – Reconhecida como líder no Quadrante Mágico de 2025 para plataformas de proteção de endpoint (EPP), mantendo a posição de liderança por 16 anos consecutivos. Também aparece como líder no segmento de firewalls de próxima geração (NGFW).
- Forrester – Líder em segurança de endpoint no relatório The Forrester Wave.
- MRG Effitas – Primeira colocada em proteção contra malware e exploits.
- AV-Comparatives – Avaliação máxima em detecção de malware.
- SE Labs – Premiada com AAA em proteção para empresas.
- CRN ARC (Annual Report Card) – Vencedora geral nas categorias de segurança de endpoint e rede.
- SC Awards – Reconhecimento por excelência em firewall corporativo.
- MITRE ATT&CK – Excelente cobertura técnica e visibilidade nos testes públicos, com destaque para o Intercept X Advanced with XDR.[3]

A Sophos também incorpora de forma nativa a matriz MITRE ATT&CK em sua plataforma, ajudando equipes de segurança a visualizarem técnicas de ataque e responderem com mais precisão.

## Perfil da empresa
Fundada em 1985 pelo Dr. Peter Lammer e co-fundada por Dr. Jan Hruska, Sophos é uma empresa privada e co-sediada em Abingdon, Inglaterra; e Burlington (Massachusetts), Estados Unidos. A empresa tem subsidiárias e escritórios na Austrália, Benelux, Canadá, França, Alemanha, Áustria, Itália, Japão, Singapura e Espanha. A empresa contém aproximadamente 5.800 funcionários em todo o mundo.
Embora tenha foco principal no mercado empresarial, a Sophos também oferece soluções de segurança para uso doméstico, como o Sophos Home, que utiliza a mesma tecnologia de proteção contra ransomware e malware empregada em ambientes corporativos.

## Aquisições recentes e expansão
Em fevereiro de 2025, a Sophos concluiu a aquisição da empresa americana de cibersegurança Secureworks por US$ 859 milhões. A incorporação da plataforma Taegis fortaleceu significativamente sua oferta de serviços de detecção e resposta gerenciada (MDR) e detecção e resposta estendida (XDR). A Sophos passou a atender mais de 28.000 organizações com MDR 24/7 em todo o mundo.
Em 2022, a empresa também inaugurou um data center em São Paulo, Brasil, com o objetivo de atender exigências de conformidade e soberania de dados na América Latina. A infraestrutura está integrada à plataforma Sophos Central e otimiza o desempenho regional.
Além disso, os serviços de MDR da Sophos permitem integração com ferramentas de terceiros, como AWS, Azure, Microsoft 365, Google Cloud, Palo Alto Networks, Check Point, e CrowdStrike, permitindo análise e resposta centralizadas por sua equipe de especialistas.
Lista completa disponível no site oficial

## Presença Global
A sede mundial da Sophos está localizada em Abingdon, Oxfordshire, no Reino Unido. A empresa possui centros de pesquisa e desenvolvimento em vários países, incluindo Estados Unidos, Canadá, Alemanha e Índia.
A Sophos mantém presença global por meio de escritórios regionais e uma ampla rede de parceiros e distribuidores. Na América Latina, a Sophos opera com escritórios em países como Brasil e México, com foco em vendas, engenharia de soluções e suporte técnico.
A plataforma em nuvem Sophos Central permite que a empresa ofereça seus serviços e soluções de segurança para clientes em mais de 150 países, com uma abordagem baseada em nuvem e suporte multilíngue.
Além disso, a Sophos conta com laboratórios de inteligência de ameaças (SophosLabs) distribuídos globalmente, responsáveis por alimentar sua tecnologia com dados sobre ameaças cibernéticas emergentes.

## História da empresa
Durante os primeiros anos, no final dos anos 1980 e na década de 1990, a Sophos cresceu de forma constante, embora seja principalmente no Reino Unido, vendendo uma variedade de tecnologias de segurança, incluindo ferramentas de criptografia ainda amplamente utilizado na comunidade bancária. No final da década de 1990, confrontados com a desaceleração do crescimento e da redução do lucro, a Sophos concentrou seus esforços em vendas de tecnologia antivírus e embarcou em um ambicioso programa de expansão internacional, durante o qual as operações das subsidiárias foram formados e a transição para a venda com os parceiros foi feito. O rápido crescimento e geração de caixa saudável habilitou a Sophos a criar uma marca reconhecida mundialmente, bem como instalações da sede melhoraram no Reino Unido. Com uma base sólida de caixa, continuou o crescimento sustentável; e também permitiu a aquisição de novas tecnologias para ampliar o roadmap de produtos. Até que em 2005, a Sophos foi amplamente conhecida como um concorrente importante no mercado de TI, mais especificamente na área de segurança.
De setembro de 2003 a fevereiro de 2006, a Sophos foi proprietária da empresa ActiveState, uma desenvolvedora de ferramentas de programação para uma linguagem dinâmica de programação. Em fevereiro de 2006, a ActiveState tornou-se uma empresa independente, quando foi vendida a uma empresa de investimento de Vancouver, a Pender Financial.
Em 2006, o CEO Steve Munford foi nomeado pela Sophos; e Hruska e Lammer anunciaram que iriam permanecer como co-fundadores e membros do conselho de administração. Munford foi presidente da ActiveState antes de sua aquisição pela Sophos em 2003; e de 2003 a 2005 foi presidente das operações da Sophos na América do Norte. Em 2005, ele se tornou chefe de operações, responsável pelo dia-a-dia da empresa junto com sua equipe de gerenciamento sênior. Munford possui bacharel em economia pela Universidade de Western Ontario; e um MBA pela Queen's University.
Em 2007, a Sophos adquiriu a ENDFORCE, empresa com sede em Ohio, EUA, que desenvolvia e comercializava um software de cumprimento de políticas de seguranças e controle de acesso à rede (NAC).
Em julho de 2008, a Sophos anunciou sua intenção de adquirir a Utimaco Safeware AG. Em outubro do mesmo ano, a Sophos foi nomeada um dos Top 100 empregadores do Canadá pela Mediacorp Canada Inc., e foi apresentada na Maclean's Newsmagazine. Mais tarde, naquele mês, a Sophos também foi nomeada um dos Melhores Empregadores BC pela The Vancouver Sun, The Province e Victóry Times-Colono.
Em janeiro de 2009, a Sophos anunciou cortes de emprego de 5% de sua força de trabalho, incluindo 30 na sede da empresa em Abingdon. Em julho do mesmo ano, a empresa concluiu a integração com a Utimaco Safeware AG. E em outubro, a Sophos lançou a Sophos Endpoint Security and Control 9, Sophos Enterprise Console 4 e Sophos Control Center 4.
Em maio de 2010, a Sophos chegou a um acordo definitivo para vender uma participação majoritária na companhia para a Apax Partners, um grupo global de private equity. Em novembro desse ano, a Sophos anunciou cortes de emprego de cerca de 7% de sua força de trabalho em resposta ao baixo crescimento em relação ao esperado no primeiro semestre de 2010.
Em maio de 2011, a Sophos anunciou que tinha feito um acordo para aquisição da Astaro, um provedor privado de soluções de segurança de rede, estabelecida em Wilmington, Massachusetts, USA; e Karlsruhe, Alemanha.
Em abril de 2012, a Sophos adquiriu a DIALOGS, empresa privada que provê soluções de gerenciamento de dispositivos móveis, estabelecida na Alemanha.
Em fevereiro de 2014, a Sophos anunciou que adquiriu a Cyberoam Technologies, líder global fornecedora de produtos de segurança de rede. A aquisição amplia e aprofunda o já significativo portfólio de produtos da Sophos em segurança de rede, combinando o Unified Threat Management (UTM) da Cyberoam, firewall e especialização em segurança de rede com soluções de segurança de rede premiadas da Sophos em UTM e segurança sem fio.

## História da empresa no Brasil
No Brasil, a Sophos começou a comercializar seus produtos em 2009, mas foi em 2016 que a operação local da empresa teve início. André Carneiro, que está na empresa há 10 anos, é o atual Country Manager da Sophos no Brasil e lidera a estratégia de crescimento das vendas no país.
A empresa possui suporte oficial no Brasil (centro de suporte em São Paulo e Curitiba), em português, para toda a sua linha de produtos.
Em julho de 2025 a parceria com a distribuidora TD Synnex foi encerrada.
Atualmente, a distribuição é realizada por: WDC Networks,Scansource  Ingram Micro.

## Produtos e Soluções
A Sophos oferece um portfólio abrangente de soluções de cibersegurança voltadas para empresas de todos os tamanhos, integradas por meio da plataforma unificada Sophos Central.
- Intercept X: Solução de segurança de endpoint que combina proteção contra ransomware, detecção de malware baseada em aprendizado profundo, prevenção de exploits, EDR (Endpoint Detection and Response) e XDR (Extended Detection and Response).[15]

- Sophos Firewall: Firewall de próxima geração com arquitetura Xstream, que oferece inspeção de tráfego TLS, aceleração de aplicativos e proteção contra ameaças avançadas.[16]

- Sophos Central: Plataforma de gerenciamento baseada em nuvem que integra e gerencia todas as soluções da Sophos, proporcionando visibilidade e controle centralizados.[17]

- Managed Detection and Response (MDR): Serviço gerenciado 24/7 que fornece detecção e resposta a ameaças por meio de uma equipe especializada, atualmente reforçado com a integração da plataforma Taegis, adquirida da Secureworks.[18]

- Zero Trust Network Access (ZTNA): Solução que permite acesso seguro e verificado a aplicações, substituindo VPNs tradicionais por um modelo baseado em confiança zero.[19]

- Cloud Security: Soluções como o Sophos Cloud Optix oferecem visibilidade, governança e segurança para ambientes em nuvem pública, incluindo AWS, Microsoft Azure e Google Cloud.[20]

- Soluções de Rede: Incluem pontos de acesso Wi-Fi 6E, switches e funcionalidades SD-WAN, todos integrados à Sophos Central para gerenciamento unificado.[21]

### Tecnologia contra ransomware
A Sophos foi a primeira empresa do setor de cibersegurança a lançar um recurso de reversão automática contra ransomware, com a tecnologia CryptoGuard, introduzida em 2016 como parte da solução Intercept X. Esse recurso inovador permite detectar e interromper tentativas de criptografia maliciosa em tempo real, restaurando automaticamente os arquivos afetados ao seu estado original — tudo isso sem depender do serviço Volume Shadow Copy (VSS) do sistema operacional.
A funcionalidade foi desenvolvida com base na tecnologia da empresa holandesa SurfRight, criadora do HitmanPro.Alert, adquirida pela Sophos em dezembro de 2015. Com isso, a Sophos se posicionou como pioneira mundial na utilização de rollback nativo como mecanismo de resposta automática a ataques de ransomware.

## Pesquisa
Especialistas SophosLabs analisaram a propagação global de mensagens de spam. Como parte da rede global de monitoramento de spam da Sophos, os filtros de spam da companhia, instalados em diferentes empresas, foram capazes de captar as mensagens não solicitadas. Assim como especialistas SophosLabs foram capazes de descobrir que, durante o terceiro trimestre de 2007, os EUA estavam no topo da lista dos 12 países dos quais mais spams foram enviados. Os Estados Unidos registraram 28,4% do spam mundial. Em segundo lugar, veio a Coreia do Sul, com 5,2%.

## SophosLabs
A SophosLabs é a rede global de centros de análise de ameaças da empresa. Onde analisam ameaças (de malware, spam, etc.) dos seus clientes.
Veja mais aqui